# Shrekkati per le feste
Shrekkati per le feste (Shrek the Halls) è un cortometraggio del 2007. È uno spin-off della saga di Shrek ed è il primo speciale prodotto dalla DreamWorks Animation. 

## Trama
Lo speciale è ambientato poco dopo gli eventi di Shrek Terzo (e prima degli eventi di Shrek e vissero felici e contenti), quando i figli di Shrek e Fiona sono ancora neonati.
Shrek vive tranquillamente nella palude con la sua famiglia quando arriva il periodo natalizio. Sotto l'impulso di Ciuchino, Shrek promette riluttante alla principessa Fiona una speciale sorpresa di Natale. Shrek va in libreria a Molto Molto Lontano per cercare un regalo per Fiona ma dal momento che non sa cosa sia il Natale, la negoziante consegna a Shrek una copia del libro Il Natale per gli scemi del villaggio, una guida passo passo alla celebrazione della festa. Shrek continua a seguire il consiglio del libro decorando la casa e procurandosi un albero in modo da poter trascorrere una tranquilla vigilia di Natale con la sua famiglia, ma Ciuchino porta tutta la "famiglia" nella palude, rovinando i piani di Shrek.
Quando Shrek prova a raccontare la sua versione de La notte prima di Natale, Ciuchino, il Gatto con gli Stivali e Zenzy lo interrompono e ognuno racconta la propria versione della storia: in quella di Ciuchino, Babbo Natale è fatto di waffles (finendo comicamente per leccare la gamba di Shrek), in quella del Gatto con gli Stivali, Babbo Natale è un affascinante felino che però viene distratto dal suo cappellino (giocandoci come se fosse un gomitolo di lana) e in quella di Zenzy, che rivela di essere terrorizzato da Babbo Natale poiché notoriamente mangia i biscotti, lui e la sua ragazza Suzy trascorrono una notte in macchina quando all'improvviso quest'ultima viene mangiata da un terribile Babbo Natale gigante. 
Quando Ciuchino trova il libro di Shrek, quest'ultimo cerca di recuperarlo, ma ne segue una lotta, che finisce per distruggere le decorazioni, i mobili e l'albero. Shrek a questo punto perde la calma e scaccia via tutti quanti da casa sua, mentre Ciuchino lo chiama deluso come "Ebenezer Shrek".
Con lo spirito natalizio rovinato, Shrek e Fiona discutono, dopodiché la principessa prende i tre orchetti e lascia la palude per andare a scusarsi con i loro amici. Shrek si sente scoraggiato perché la vigilia di Natale non è andata come sperava, e guarda una delle cartoline di Natale di Ciuchino. Fiona raggiunge gli amici e spiega a Ciuchino quello che Shrek aveva voluto per Natale.
Shrek raggiunge il gruppo e si scusa per aver perso la pazienza. Ciuchino è scioccato nell'apprendere che questo è il primo Natale di Shrek, perché gli orchi non festeggiano niente. Anche Ciuchino si scusa per essere noioso.
Dopo una battaglia a palle di neve, gli amici tornano nella palude e Shrek racconta la sua storia, quella di Orco Natale. Presto sentono delle campane ed escono per vedere Babbo Natale e le sue renne, anche se Zenzy ritorna dentro urlando terrorizzato.

## Doppiatori italiani
- Renato Cecchetto: Shrek
- Nanni Baldini: Ciuchino
- Selvaggia Quattrini: Fiona
- Massimo Rossi: Gatto / Gatto con gli Stivali
- Fabrizio Apolloni: Zenzy
- Corrado Conforti: Pinocchio
- Francesco Vairano: Porcellino 1
- Fabrizio Mazzotta: Porcellino 2
- Mirko Pontrelli: Porcellino 3
- Paolo Marchese: Lupo Cattivo
- Ilaria Giorgino: Negoziante
- Ambrogio Colombo: Cittadino
- Laura Latini: Suzy
- Stefano De Sando: Babbo Natale

## Produzione
Shrekkati per le feste è stato prodotto dalla DreamWorks Animation, concretamente, presso lo studio PDI/DreamWorks. Gary Trousdale ha diretto lo speciale durante la pre-produzione, ma in seguito è stato sostituito da Mark Baldo. Il cortometraggio è stato prodotto da Teresa Cheng, Gina Shay e Aron J. Warner ed è stato sceneggiato da Bill Riling, Theresa Cullen, Gary Trousdale e Sean Bishop.

## Distribuzione

### Trasmissione
Shrekkati per le feste è stato presentato per la prima volta sulla rete televisiva americana ABC, il 28 novembre 2007. Nel Regno Unito, ha debuttato su BBC One, il 24 dicembre 2007. In Italia, ha debuttato su Canale 5 il 24 dicembre 2007.

### Critica
Le informazioni sulla valutazione sono per gentile concessione di Your Entertainment Now e ABC Medianet. È stato ripetuto su BBC Three il 23 dicembre 2011, insieme a Shrek: Once Upon a Time e Shrek.

### Successo in America
| # | Data             | Valutazione | Spettatori (milioni) | Rango (fascia oraria) | Rango (notte) | Rango (settimana) |
| - | ---------------- | ----------- | -------------------- | --------------------- | ------------- | ----------------- |
| 1 | 28 novembre 2007 | 11.0        | 21.06                | 1                     | 1             | 3                 |
| 2 | 11 dicembre 2007 | 5.7         | 9.97                 | 3                     | 6             | 21                |
| 3 | 1º dicembre 2008 | 6.2         | 11.17                | 1                     | 3             | 19                |
| 4 | 22 dicembre 2008 | 3.7         | 6.51                 | TBA                   | TBA           | TBA               |
| 5 | 30 novembre 2009 | TBA         | 10.01                | TBA                   | TBA           | TBA               |
| 6 | 9 dicembre 2009  | TBA         | 8.53                 | TBA                   | TBA           | TBA               |

### Successo nel Regno Unito
| Data             | Spettatori (millions) |
| ---------------- | --------------------- |
| 24 dicembre 2007 | 7.9                   |
| 24 dicembre 2008 | 6.92*                 |

* 6.32  milioni (spettatori su BBC One) + 0,60 milioni (spettatori su BBC Three) = 6,92. entrambi mostrati allo stesso tempo.

### Edizioni home video
Shrekkati per le feste è stato distribuito in DVD negli Stati Uniti il 4 novembre 2008. Inizialmente era disponibile nell'edizione doppio DVD di Shrek Terzo. È stato distribuito su iTunes il 2 novembre 2008. Lo speciale è stato pubblicato su Blu-ray e DVD il 30 ottobre 2012, come parte della compilation intitolata Dreamworks: Classici per le feste. È stato reso disponibile in DVD il 1º ottobre 2013 insieme a Buon Natale, Madagascar!, La festività di Kung Fu Panda, Dragons: Il dono del drago e I Croods. DreamWorks: Classici per le feste è disponibile su Amazon, presentando lo speciale natalizio La spettacolare festa di Natale di Ciuchino e non presenta Shrekkati per le feste.

## Colonna sonora
La colonna sonora dello speciale è stata composta da Harry Gregson-Williams. Lo speciale, come i film, presenta anche sequenze pop e canzoni natalizie: 
- Summer Breeze
- Jingle Bells (cantata da Eddie Murphy)
- Here We Come A-Wassailing (cantata da Eddie Murphy)
- Because We Can
- Jingo (Gin Go La Ba)
- Ride of the Valkyries
- Twelve Days of Christmas
- Santa Claus Is Coming to Town
- O Fortuna
- Christmas Wrapping
- Gonna Make You Sweat (Everybody Dance Now)
- Don't Stop Believin'
- Hello! Ma Baby
- Hallelujah Chorus
- Deck the Halls
- The Stars Shine in the Sky Tonight